# 姓丸浩
姓丸 浩（せいまる ひろし、1904年 - 1940年代）は、日本の映画監督である。

## 人物・来歴
1904年（明治37年）、京都府京都市上京区西陣五番町に生まれる。
1935年（昭和10年）12月末、太秦帷子ヶ辻中開町（現在の右京区太秦堀ヶ内町）に、牧野省三の長男であるマキノ正博がトーキー（映音式）のための新しい撮影所を建設した新会社、マキノトーキー製作所を設立、姓丸はこれに参加、翌1936年（昭和11年）1月、同社がその陣容を発表した際に、「助監督部」として、のちに同社で監督に昇進する平尾善夫、宮城文夫らとともに名を連ねた。同社では、2歳下の松田定次（1906年 - 2003年）に師事する。同年10月23日に公開された、大内弘・月澄江主演による『流れ雲三度笠』（共同監督マキノ正博）で、早くも監督に昇進する。同社は1937年（昭和12年）4月に解散、姓丸は、師匠の松田定次、広瀬五郎、宮城文夫らとともに永田雅一所長率いる新興キネマ京都撮影所に移籍したが、翌1938年（昭和13年）には、奈良のあやめ池の市川右太衛門プロダクションの撮影所を使用する全勝キネマに移籍、同社で26作もの映画を監督する。
1941年（昭和16年）には、同社は松竹傘下に吸収されて興亜映画となり、あやめ池撮影所は閉鎖、姓丸は、興亜に移籍した。興亜の使用する撮影所は、かつてのマキノトーキー撮影所（現在の松竹京都撮影所）であった。
1940年代のいずれかの時点で、肺に病を得て死去した。満40歳前後の没。

## フィルモグラフィ
特筆以外すべてクレジットは「監督」である。公開日の右側には特筆する職能のクレジット、および東京国立近代美術館フィルムセンター（NFC）所蔵等の上映用プリントの現存状況についても記す。同センター等に所蔵されていないものは、とくに1940年代以前の作品についてはほぼ現存しないフィルムである。

### マキノトーキー製作所
すべて製作・配給は「マキノトーキー製作所」である。すべて「トーキー」である。
- 『流れ雲三度笠』 : 共同監督マキノ正博、主演大内弘・月澄江、1936年10月23日公開
- 『青春五人男 前篇』 : 監督マキノ正博、主演田村邦男、1937年1月10日公開 - 応援監督
- 『竜虎槍騎隊 後篇』 : 主演大内弘、1937年1月15日公開
- 『神州斬魔剣』 : 主演清水英太朗、1937年1月24日公開
- 『青春五人男 後篇』 : 共同監督マキノ正博、主演田村邦男、1937年1月24日公開
- 『花婿百万石』 : 監督マキノ正博、主演大内弘、1937年3月10日公開 - 応援監督

### 全勝キネマ
すべて製作・配給は「全勝キネマ」である。すべてサイレント映画に活動写真弁士の解説を録音した「解説版」である。
- 『まぼろし峠』 : 主演松本栄三郎、1938年製作・公開
- 『一刀必殺剣』 : 主演天津竜太郎、1938年製作・公開
- 『巨人武勇伝』 : 主演樺山竜之介、1938年製作・公開
- 『人斬疾風雲』 : 主演松本栄三郎、1938年製作・公開
- 『魔人群』 : 主演大河内龍・花柳勝子、1938年7月21日公開[4]
- 『気紛れ大納言』 : 主演天津竜太郎、1939年1月5日公開
- 『初草鞋愛憎峠』 : 主演松本栄三郎、1939年3月1日公開
- 『新退屈男』（『曲斬退屈男』[4]） : 主演天津竜太郎・水木令子、1939年3月8日公開
- 『隠密七変化』 : 主演天津竜太郎、1939年5月11日公開
- 『魔像百万両 前篇』 : 主演天津竜太郎、1939年6月1日公開
- 『魔像百万両 後篇』 : 主演天津竜太郎、1939年6月8日公開
- 『唄祭三人吉三』 : 主演松本栄三郎、1939年7月6日公開
- 『曠原の美女夫』 : 主演樺山竜之介、1939年8月10日公開
- 『重の井子別れ』 : 主演宮川敏子、1939年9月7日公開
- 『関東一代男』 : 主演松本栄三郎、1939年11月1日公開
- 『肥後の駒下駄』 : 主演松本栄三郎、1939年11月1日公開 - 17分尺の断片が現存（NFC所蔵[5]）
- 『昇竜日本晴れ』 : 主演双葉勝太郎、1940年1月5日公開
- 『双眼千羽鶴 前後篇』 : 主演天津竜太郎、1940年5月30日公開
- 『双眼千羽鶴 大願成就の巻』 : 主演天津竜太郎、1940年6月6日公開[4]
- 『刃影乱れ旅』 : 主演天津竜太郎、1940年7月4日公開
- 『武道江戸嵐』 : 主演大河内龍、1940年7月24日公開
- 『渦巻く二刀流』 : 主演松本栄三郎、1940年9月19日公開
- 『愛染吹雪』 : 主演松本栄三郎、1940年10月18日公開
- 『無筆の復讐』 : 主演大河内龍、1940年10月31日公開 - 12分尺の断片が現存（NFC所蔵[5]）
- 『秘文書伝奇』 : 主演松本栄三郎、1940年11月28日公開
- 『嵐の中の剣士』 : 主演松本栄三郎、1941年1月14日公開

### 興亜映画
すべて製作は「興亜映画」、配給は「松竹キネマ」である。すべて「トーキー」である。
- 『神戸事件』 : 主演大河内龍、1941年6月5日公開
- 『荒野の叫び』 : 共同監督金田繁、主演山本礼三郎、1941年10月20日公開[4]